# Schradera nilssonii
Schradera nilssonii är en måreväxtart som beskrevs av Julian Alfred Steyermark. Schradera nilssonii ingår i släktet Schradera och familjen måreväxter. Inga underarter finns listade i Catalogue of Life.